# ليوناردو بونوتشي
ليوناردو بونوتشي (بالإيطالية: Leonardo Bonucci)‏ (مواليد 1 مايو 1987 في فيتيربو - إيطاليا) لاعب كرة قدم إيطالي سابق، كان يلعب في مركز قلب الدفاع.

## مسيرته مع الأندية

### إنتر ميلان
بدأ بونوتشي مسيرته المهنية فيتيربيس ولكن سرعان ما تم إعارته إلى إنتر ميلان في صيف عام 2005، ولعب عدداً من المباريات الودية استعداداً للموسم في الجديد ثم أصبح لاعباً أساسياً في فرقة البريمافيرا، لعب بونوتشي للمرة الأولى في السيريا أي في المباراة الأخيرة من موسم 2005/06 ضد نادي كالياري، وبعد انقضاء الموسم قام إنتر ميلان بشراء بونوتشي بشكل كامل.
لعب بونوتشي أول مباراة له في كأس إيطاليا، في نوفمبر 2006، بعد دخوله بديلاً لفابيو غروسو في الدقيقة 86، ظهر بونوتشي في مباراة ثانية بعد دخوله بديلاً لوالتر صامويل خلال مباراة الإياب ضد نادي إمبولي، ولعب كأساسي ضد سامبدوريا في إياب نصف نهائي البطولة.
في يناير 2007، باع إنتر ميلان نصف بطاقة بونوتشي إلى تريفيزو مقابل 500 ألف يورو، مع بقاء بونوتشي في الإنتر حتى يونيو 2007، وفي ذلك الموسم فاز بونوتشي مع البريمافيرا بلقب بطولة الدوري.

### تريفيزو وبيزا
في يوليو 2007، أصبح بونوتشي بالكامل لاعباً لتريفيزو بشكل رسمي، وهناك لعب بونوتشي 27 مباراة في السيري بي مع 20 ظهور كأساسي، وفي يونيو 2008، كان بونوتشي اللاعب الوحيد الذي أعاد إنتر ميلان شراءه من بين عدة لاعبين باعهم لتريفيزو، مقابل 0.7 مليون يورو لنصف بطاقته مع بقاء بونوتشي في تريفيزو، ولعب بونوتشي هناك 13 مباراة في السيري بي، قبل أن ينتقل إلى نادي بيزا على سبيل الإعارة.

### جنوى وباري

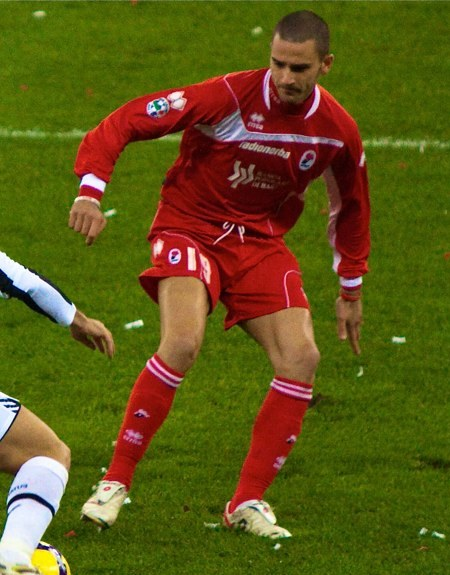
بونوتشي بقميص نادي باري موسم 2009–10

خضع بونوتشي إلى فحص طبي للانتقال إلى نادي جنوى قادماً من إنتر ميلان، جنياً إلى جنب مع كلاً من روبرت أكوافريسكا، فرانشيسكو بولزوني وريكاردو ميجيوريني، كجزء من صفقة انتقال تياغو موتا ودييغو ميليتو من جنوى إلى إنتر ميلان، وقدرت قيمة بونوتشي في ذلك الوقت بـ 3 ملايين يورو، وفي يوليو 2009 انتقل بونوتشي للعب مع باري في صورة الملكية المشتركة مع جنوى مقابل 1.75 مليون يورو.
في باري، أصبح بونوتشي الخيار الأول في مركز قلب الدفاع تحت قيادة جيامبييرو فينتورا، وتميز بونوتشي في منظومة لعب دفاعية طبقها باري مع المدرب جيامبييرو فينتورا، بجانب أندريا رانوكيا، وحتى منتصف الموسم كان باري هو صاحب ثاني أقوى خط دفاعي في الكالشيو، إلى أن أصيب أندريا رانوكيا في منتصف الموسم واستبعد حتى نهاية الموسم.

### يوفنتوس
في نفس اليوم الذي خرجت به إيطاليا من كأس العالم 2010، اشترى باري النصف المتبقي من بطاقة بونوتشي من جنوى مقابل 8 ملايين يورو، ووقعوا على عقد ملكية مشتركة للاعب اليوفنتوس سيرجيو ألميرون مقابل 2.5 مليون يورو، ثم توجه بونوتشي إلى تورينو لأجراء الفحوصات الطبية، وقع بونوتشي على عقد للانتقال إلى يوفنتوس مقابل 15.5 مليون يورو، احتل بونوتشي فوراً مكاناً أساسياً في التشكيلة رفقة جورجيو كيلليني، تحت قيادة لويجي ديلنيري وانتهى موسمه الأول مع اليوفنتوس في المركز السابع، ومع أنطونيو كونتي حقق بونوتشي لقب السكوديتو مع لقب أفضل خط دفاع في الكالشيو وفي أوروبا.

### إيه سي ميلان
في يوم 14 يوليو 2017، وقع اللاعب بونوتشي عقدا مع نادي إيه سي ميلان مدته 5 سنوات في صفقة بلغت قيمتها 40 مليون يورو حسب بعض من وسائل الإعلام.

### العودة إلى يوفنتوس
في 2 أغسطس 2018، عاد بونوتشي إلى يوفنتوس كجزء من صفقة التبادل التي جرت مع نادي ميلان والتي شملت كل من ماتيا كالدارا و‌غونزالو هيغواين. وحسب تصريح رسمي لأحد مسؤولي نادي السيدة العجوز فإن تكلفة عودة بونوتشي من ميلان قد بلغت 35 مليون يورو سيتم دفعها على مدار عامين. هذا وفي المقابلِ فقد ليوناردو على عقدٍ يمتد لخمس سنوات؛ وبالتالي سيواصل بونوتشي الدفاع عن ألوان قميص اليوفي حتى الثلاثين من يونيو عام 2023.

## مسيرته مع المنتخب
في مايو 2007، تلقى بونوتشي استدعائه الأول للمنتخب الإيطالي تحت 20 عاماً، ولكنه بقي على مقاعد الاحتياط في المباراة التي لُعبت ضد فريق نجوم السيري دي، وكانت أول مباراة مع المنتخب الإيطالي الاول في مارس 2010، ضمن مباراة ودية للمنتخب الإيطالي ضد نظيره الكاميروني، حيث أشركه مارتشيلو ليبي إلى جانب فابيو كانافارو وجورجيو كيلليني شريكه في اليوفنتوس، لتشكيل خط الدفاع في خط 3-4-3.
ثم تم استدعائه إلى تشكيلة الـ 23 لاعب المسافرون إلى جنوب أفريقيا للمشاركة في كأس العالم 2010، وسجل هدفه الدولي الأول في المباراة الودية التي خسرها المنتخب الإيطالي أمام نظيره المكسيكي، ولكنه لم يستخدم في لقاءات إيطاليا الثلاث في كأس العالم 2010.
أساسي شارك بونوتشي في خط دفاع المنتخب الإيطالي تحت قيادة تشيزري برانديلي في يورو 2012، ووصل مع المنتخب إلى نهائي البطولة، وهناك خسروا اللقب أمام المنتخب الإسباني.

## الإنجازات

### النادي
إنتر ميلان
- الدوري الإيطالي (1): 2005–06

 يوفنتوس
- الدوري الإيطالي (8): 2011–12، 2012–13، 2013–14، 2014–15، 2015–16، 2016–17، 2018–19، 2019–20
- كأس إيطاليا (3): 2015، 2016، 2017
- كأس السوبر الإيطالي (5): 2012، 2013، 2015[9]، 2018، 2020
- دوري أبطال أوروبا وصيف: 2015[10]، 2017[11]

### المنتخب
إيطاليا
- بطولة أمم أوروبا (1): 2020. وصيف: 2012